# Schindlerův seznam (soundtrack)
Schindlerův seznam je originální soundtrack z vydavatelství MCA, který v roce 1993 vyhrál Oscara a Zlatý glóbus. Hlavní hvězdy filmu Schindlerův seznam byli Liam Neeson, Ben Kingsley, Ralph Fiennes a Caroline Goodall. Originální album zkomponoval John Williams spolu s houslistou Itzhakem Perlmanem.

## Seznam písní
1. "Theme from Schindler's List" – 4:15
2. "Jewish Town (Krakow Ghetto - Winter '41)" – 4:40
3. "Immolation (With Our Lives We Give Life)" – 4:44
4. "Remembrances" – 4:20
5. "Schindler's Workforce" – 9:08
6. "Ojfn pripečik/ Nacht Aktion" – 2:56
7. "I Could Have Done More" – 5:52
8. "Auschwitz-Birkenau" – 3:41
9. "Stolen Memories" – 4:20
10. "Making The List" – 5:11
11. "Give Me Your Names" – 4:55
12. "Jerušalajim šel zahav (Jeruzalém ze zlata)" – 2:17
13. "Remembrances" – 5:17
14. "Theme from Schindler's List" – 2:59

## Další písničky
Jiné písničky, které zazněly ve filmu, ale nebyly uvedeny v soundtracku jsou: instrumentální píseň Szomorú vasárnap od Rezsõ Seresse, slavné tango Por Una Cabeza od Carlosa Gardelanda a Alfreda Le Pera, německý schlager Im Grunewald ist Holzauktion od Otta Teicha a německá písnička Erika (Auf der Heide blueht ein kleines Bluemelein) od Hermse Niela.